# Jerry Collins
(Jerry Collins a Peter Bills, giornalista sportivo dell’Independent)
Jerry Collins (Apia, 4 novembre 1980 – Béziers, 5 giugno 2015) è stato un rugbista a 15 neozelandese di origine samoana, internazionale per gli All Blacks.

## Biografia
Samoano di nascita, ma cresciuto a Wellington, in Nuova Zelanda, Collins era noto per il suo placcaggio rude ed efficace che gli è valso il soprannome di Terminator .
Proveniente dalla formazione provinciale di Wellington, con la quale vinse il campionato nazionale nel 2000, Collins militò fino al 2007 nella franchise di Super Rugby degli Hurricanes, che a tale provincia afferisce; esordì in Nazionale nel 2001 e si aggiudicò il terzo posto alla Coppa del Mondo di rugby 2003; dopo la Coppa del Mondo di rugby 2007 si ritirò dal rugby internazionale e, nel 2008, si trasferì in Europa presso i francesi del Tolone allenati dal connazionale Tana Umaga, originariamente con un contratto triennale.
Dopo solo una stagione, tuttavia, il contratto fu sciolto e Collins si trasferì in Galles nella franchise di Celtic League degli Ospreys con un contratto biennale.
Con tale club si aggiudicò l'edizione 2009-10 del torneo.
Alla scadenza del contratto, ad aprile 2011, Collins si accordò con il club giapponese Yamaha Júbilo a partire dalla stagione successiva, rimanendovi a giocare per due anni. Nel 2015, dopo un periodo di inattività, firmò un contratto con la squadra francese del Narbonne, impegnata nel Pro D2, come rimpiazzo dell'infortunato Rocky Elsom.
Collins vanta anche diversi inviti da parte dei Barbarians tra il 2003 e il 2009.
È deceduto nel 2015 all'età di 34 anni in Francia, a seguito di un incidente stradale in cui sono rimasti coinvolti anche la moglie (deceduta) e la figlia (ferita).

## Palmarès
- Celtic League: 1
Ospreys: 2009-10
- National Provincial Championship: 1
Wellington: 2000